# Mercedes-Benz F-Cell

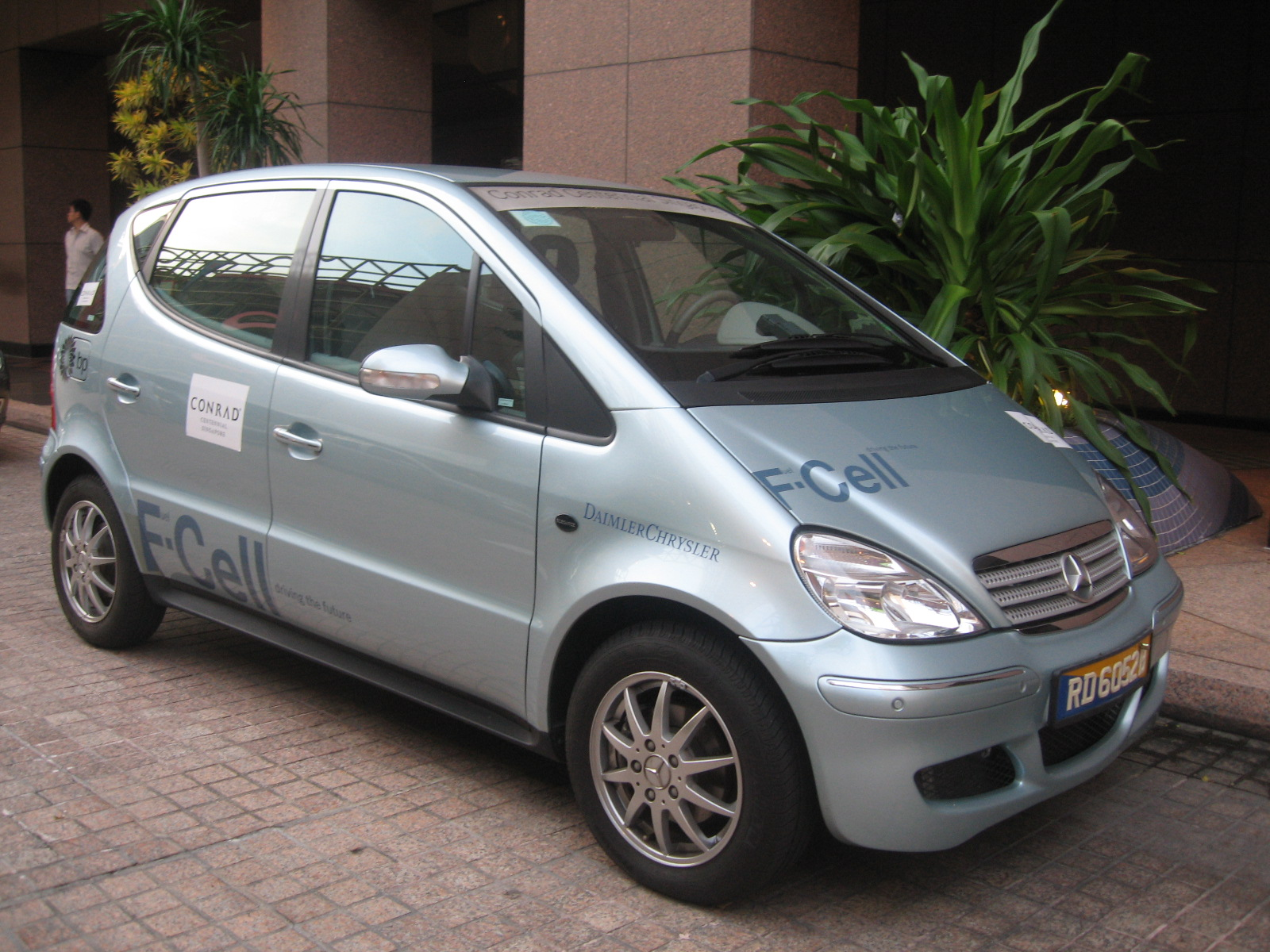
Una Mercedes F-Cell

L'F-Cell è una tecnologia per lo sviluppo di veicoli a fuel cell (celle a combustibile) funzionanti a idrogeno, sviluppata da Daimler AG.

## Contesto
La prima applicazione pratica della tecnologia fu introdotta nel 2002, applicata su una Mercedes-Benz Classe A che aveva un'autonomia di 160 km e raggiungeva la velocità massima di 132 km/h. Dal 2003 ci sono 60 vetture F-Cell date in affitto ai clienti in Usa, Europa, Singapore e Giappone. Il propulsore disponeva di 87 cavalli e 210 Nm di coppia motrice che, grazie al tipo di propulsore, erano immediatamente disponibili.
La seconda applicazione è avvenuta sulla base della Mercedes-Benz Classe B che gode di un potente motore elettrico più potente di 100kW(136CV), ed un'autonomia di 402 km. Questo miglioramento nell'autonomia è dovuta in parte al maggior spazio disponibile per caricare i serbatoi di idrogeno compresso, ad una maggior capacità di immagazzinare pressione e una tecnologia più avanzata di celle a combustibile. Entrambe le vetture hanno fatto uso di un progetto con una forma a "sandwich",  mirata ad ingrandire lo spazio sia per i passeggeri sia per i componenti necessari alla propulsione.
Le celle a combustibile sono delle membrane a scambio protonico, progettate dalla "Ballard Power Systems".

## Timeline

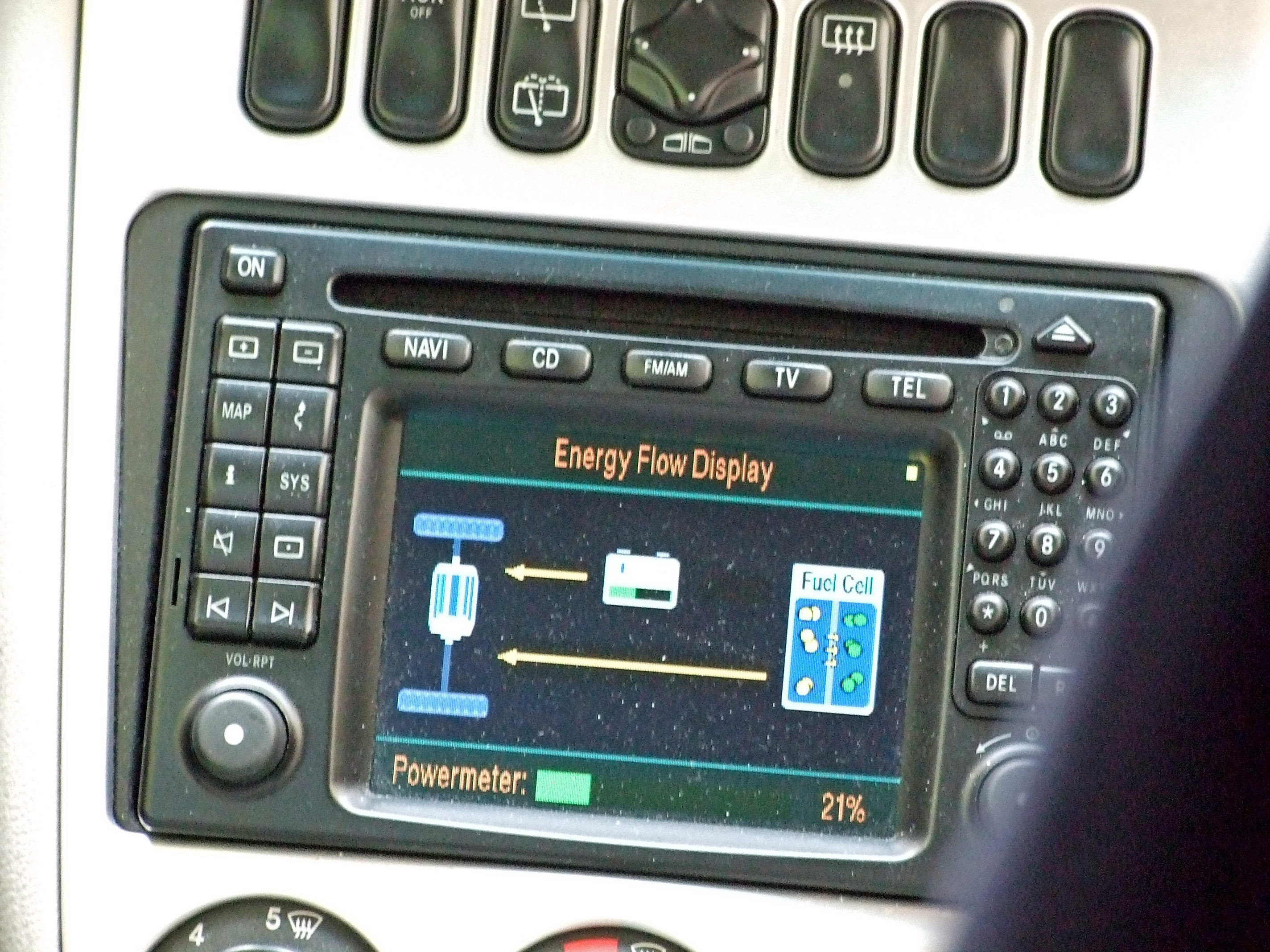
Il display di controllo

- Il 23 maggio 2006, Daimler annunciò che i veicoli a celle di combustibile possono compiere un chilometraggio combinato di oltre 2 milioni di chilometri.
- Il 31 maggio 2006, Daimler rivela che persone selezionate in California vorrebbero sostenere il loro esame di guida con una vettura F-Cell.
- Il 6 giugno 2006, Daimler affida una vettura F-Cell a "DHL Japan" come vettura di consegna nell'area di Tokyo[3].